# Natri malonat
Natri malonat là muối natri của axit malonic.